# Vello terminal

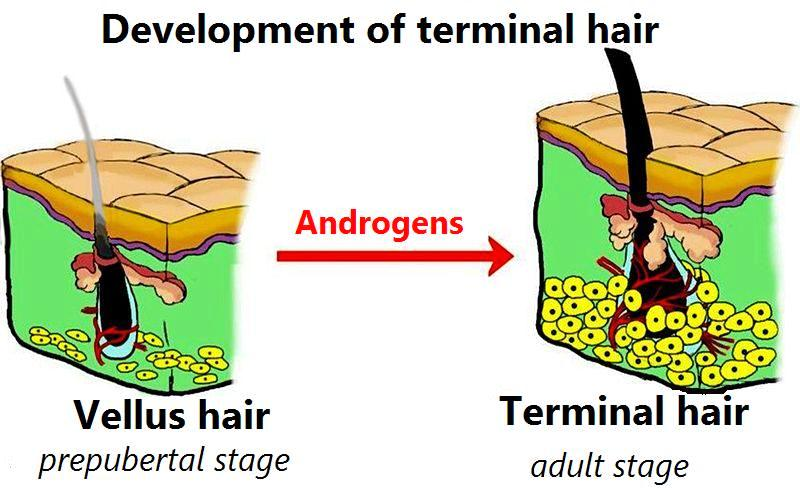
Comparación del vello (izquierda) con el vello terminal (derecha) en los humanos. Note la presencia de tejido subcutaneous en la parte más gruesa del vello terminal.

Los vellos terminales son más gruesos, más largos, y más oscuros, que el vello corporal. Durante la pubertad, el aumento en los niveles de las hormonas andrógenas hace que el vello corporal sea reemplazado con vello terminal en ciertas partes del cuerpo humano. Estas partes tienen distintos niveles de sensibilidad a las hormonas andrógenas (principalmente los derivados de la testosterona).
El área púbica es particularmente sensible a tales hormonas, pero también lo son las axilas las cuales desarrollan vello axilar. El vello púbico y el vello axilar se desarrolla tanto en hombres como mujeres. A medida que el vello crece se considera una característica sexual secundaria, sin embargo los hombres desarrollan vello terminal en más áreas. Esto incluye el vello facial, vello pectoral, vello abdominal, así como vello en las piernas, brazos y en los pies. Por otro lado, las mujeres tienden a tener menos vello corporal.